# Claus Selzner
Nikolaus Selzner, känd som Claus Selzner, född 20 februari 1899 i Groß-Moyeuvre, död 21 juni 1944 i Kaiserslautern, var en tysk SS-Brigadeführer och generalkommissarie för Generalbezirk Dnjepropetrowsk inom Reichskommissariat Ukraine.
Selzner inträdde 1925 i NSDAP och SA. 1932 blev han riksdagsledamot och 1936 medlem i SS. Under andra världskriget utnämndes Selzner i november 1941 till generalkommissarie för Generalbezirk Dnjepropetrowsk inom Reichskommissariat Ukraine. Som generalkommissarie var Selzner ansvarig för mord på tiotusentals ukrainska judar, bland annat massakrerna på 17 000 judar i Dnepropetrovsk mellan oktober och december 1941.
Selzner dog i juni 1944 efter en tids sjukdom orsakad av att han hade ätit förgiftad fisk.